# Governo Yon Hyong-muk
Il governo Yon Hyong-muk è stato il settimo esecutivo della Repubblica Popolare Democratica di Corea, in carica dal 12 dicembre 1988 all'11 dicembre 1992, col sostegno del Fronte Democratico per la Riunificazione della Patria.

## Appoggio parlamentare
| Assemblea popolare suprema | Assemblea popolare suprema                     | Seggi |
| -------------------------- | ---------------------------------------------- | ----- |
|                            | Partito del Lavoro di Corea Totale maggioranza | 601   |
|                            | Indipendenti Totale opposizione                | 54    |
| Totale                     | Totale                                         | 655   |

| Assemblea popolare suprema | Assemblea popolare suprema                                                                                  | Seggi         |
| -------------------------- | --- | ------------- |
|                            | Partito del Lavoro di Corea Partito Socialdemocratico di Corea Partito Chondoista Chongu Totale maggioranza | 601 51 22 674 |
|                            | Chongryon Totale opposizione                                                                                | 13            |
| Totale                     | Totale | 687           |